# Onthocharis
Onthocharis là một chi bọ cánh cứng thuộc họ Scarabaeidae.